# 청나라 소조정의 섭정
이 문서는 청나라 소조정의 섭정에 대해서 서술한다.

## 청 소조정 수장 선통제 푸이의 섭정
청나라 소조정의 섭정은 중국 청나라 제12대 황제였던 선통제가 신해혁명 발발 직후 1912년 2월 12일 당시 청나라 멸망과 아울러 청나라 황제 보위 축출 직후 1912년 2월 12일부터 1924년 11월 5일 청나라 소조정이 사실상 멸망할 시기까지 청 선통제의 섭정을 거쳐간 이들을 통틀어 이르는 언사 및 명칭이다.

## 역대 청나라 소조정 수장 선통제 섭정
- 보국공 푸쥔 - 재임기간: 1912년 2월 12일 ~ 1917년 7월 1일 (청 소조정 초대 섭정 보국공 푸쥔은 청 소조정 수장 선통제의 8촌 삼종형이었음.)
- 장쉰 - 재임기간: 1917년 7월 1일 ~ 1917년 7월 12일 (옛 청나라 난양 대신 겸 양장 도독이었으며 중화민국 안후이 제독 퇴임 후 복벽사건을 빌미로 청 소조정 제2대 섭정 승계.)
- 여허나라 나둥 - 재임기간: 1917년 7월 12일 ~ 1924년 11월 5일 (청 소조정 제3대 섭정 나둥은 옛 청나라 즈리 총독이었음.)

## 같이 보기
- 선통제의 섭정